# Dálnice A8 (Rakousko)
Dálnice A8 (německy Autobahn A8 nebo Innkreis Autobahn), je 76 kilometrů dlouhá rakouská dálnice. Začíná na křižovatce Voralpenkreuz s dálnicemi A1 a A9, vede severním směrem k Welsu, kde se stáčí na západ až severozápad a míří k německým hranicím, které překračuje mostem přes Inn u Subenu, kde se napojuje na německou dálnici A3.
Celá trasa od křižovatky Wels-West po rakousko-německé hranice byla postavena v 80. letech 20. století, přičemž jako první byl zprovozněn úsek Wels – Bad Schallerbach dne 27. srpna 1982 a jako poslední úsek Haag am Hausruck – Ried im Innkreis v roce 1990. Zbývajících 11 km od křižovatky Wels-West po křižovatku Voralpenkreuz bylo pro dopravu otevřeno 24. srpna 2003, čímž byla dálnice A8 zcela dokončena.

## Dálniční křižovatky
- Voralpenkreuz (km 0) – dálnice A1 (E55, E60) a dálnice A9 (E57)
- Wels (km 14) – dálnice A25 (E552)